# Агнец в геральдике
Агнец (лат. agnus) —  естественная негеральдическая гербовая фигура.
Ягнёнок, библейское и христианское жертвенное животное, одно из аллегорических изображений Христа, символ чистоты, чистой и непорочной жертвы — «агнец божий». В христианской, особенно в католической символике — символ христианства, поэтому агнец — эмблема невинности, непорочности, кротости и доброты. При наличии сопутствующих атрибутов изображения агнца могут иметь разные значения: "агнец с крестом" (страдания, смерть), "агнец с хоругвью, идущий вправо" (победа), "агнец на книге" (Евангелие).

## История
"Пасхальный агнец" является древним христианским символом невинности ("агнец Божий"), который сохранился на протяжении всего средневековья, в том числе и в геральдике, особенно городской, несмотря на то, что в 680 году Константинопольский собор постановил заменить это первоначальное изображение Христа (Ecce Agnus Dei gui tollit peccata mundi — "Се агнец Божий, что снял грехи мира") изображениями с распятием.
В русской геральдике, в связи с тем, что геральдика проникла в московское государство только в конце XVII века, символ Агнца практически не применялось.
Сохранились фрески XII века в Вике и фрагмент росписи XIII века в соборе Ле-Пюи во Франции.
Наибольшее число городских гербов с агнцами имеется в Европе: Бриксен и Бриксенское епископство, Велзен, Руан, Ош и другие. Изображение Агнца имеется в гербе Пуэрто-Рико.

## Блазонирование
Геральдические агнец обычно серебряный с золотым нимбом, он несёт хоругвь с красным крестом ("знамя Агнца Божьего"), но возможны и другие цвета, а хоругвь не обязательно имеет форму креста. Иногда агнец опирается на "книгу семи печатей". Как правило изображение агнца "стоящий", с поднятой правой ногой, держащий хоругвь, крайне редко "лежащий" с хоругвью.

## Изображения
- Герб Пуэрто-Рикто
- Герб Калишской губернии
- Герб Бриксенского епископства
- Герб Брессаноне
- Герб Велзена
- Герб Оша
- Герб Руана
- Герб Граса
- Герб Перта